# Breeland Speaks
Breeland Clyde Speaks (Jackson, 18 dicembre 1995) è un giocatore di football americano statunitense che milita nel ruolo di linebacker per i Michigan Panthers della United Football League (UFL).

## Carriera universitaria
Al college Speaks giocò a football con gli Ole Miss Rebels dal 2015 al 2017. Nell'ultima stagione fu inserito nella seconda formazione ideale della Southeastern Conference dopo avere messo a segno 67 tackle e 7 sack.

## Carriera professionistica
Speaks fu scelto nel corso del secondo giro (46º assoluto) nel Draft NFL 2018 dai Kansas City Chiefs. Debuttò come professionista subentrando nella gara del primo turno contro i Los Angeles Chargers. Nella sua stagione da rookie disputò tutte le 16 partite, 4 delle quali come titolare, totalizzando 24 tackle e 1,5 sack.

## Palmarès
- Super Bowl : 1

Kansas City Chiefs: LIV
- American Football Conference Championship: 1

Kansas City Chiefs: 2019